# 静岡県道353号田子浦港富士インター線
静岡県道353号田子浦港富士インター線（しずおかけんどう353ごう たごのうらこうふじインターせん）は、静岡県富士市田子浦港から同市伝法に至る一般県道である。

## 路線状況

### 重複区間
- 静岡県道172号吉原田子浦港線（富士市前田）

## 地理

### 通過する自治体
- 静岡県
  - 富士市

### 接続・交差している道路
- 静岡県道172号吉原田子浦港線（富士市前田）※起点
- 静岡県道396号富士由比線（富士市青島町）
- 青葉通り（富士市永田町）
- 富士見大通り（富士市永田町）
- 弥生通り（富士市日乃出町）
- 西富士道路（富士市伝法）
- 国道139号（富士市伝法）※終点